# Järva-Jaani
Järva-Jaani (tyska: Sankt Johannis) är en köping (estniska: alev) som utgör centralort i Järva kommun i landskapet Järvamaa i mellersta Estland. Orten ligger cirka 80 kilometer sydost om huvudstaden Tallinn på en höjd av 103 meter över havet och antalet invånare 2012 var 1 051.
Innan kommunreformen 2017 utgjorde Järva-Jaani centralort i dåvarande Järva-Jaani kommun.

## Geografi
Runt Järva-Jaani är det glesbefolkat, med 9 invånare per kvadratkilometer. Närmaste större samhälle är staden Tamsalu, 18 kilometer nordost om Järva-Jaani. Trakten runt Järva-Jaani består till största delen av jordbruksmark.

### Klimat
Årsmedeltemperaturen i trakten är 2 °C. Den varmaste månaden är juli, då medeltemperaturen är 18 °C, och den kallaste är februari, med −12 °C.